# Marco Barbarigo
Marco Barbarigo (ur. 1413 – zm. 14 sierpnia 1486) – doża Wenecji od 19 listopada 1485 do 14 sierpnia 1486.

## Kultura
Marco Barbarigo pojawił się w grze komputerowej Assassin’s Creed II jako jeden z celów głównego bohatera.